# Бартенев, Александр Владимирович
Алекса́ндр Влади́мирович Барте́нев (укр. Олександр Володимирович Бартєнєв; 1 января 1956 — 27 июля 2013) — городской голова Феодосии; украинский предприниматель и политический деятель.
Бывший директор Феодосийского предприятия обеспечения нефтепродуктами (с 1996); депутат Верховного совета АР Крым (1998—2002, 2002—2006, 2006—2010), глава депутатской группы «Стабильность», член Блока «За Януковича!», член Партии регионов. Герой Украины (2004).

## Биография
Родился 1 января 1956 года в селе Сестрёнка (ныне — Петровского района, Тамбовская область), русский.
Окончил Ленинградское высшее военно-морское инженерное училище им. В. И. Ленина (1973—1978), специальность «Газотурбинное энергетическое оборудование», и Украинскую академию государственного управления при Президенте Украины (2001), специальность «Государственное управление».
- 1978—1981 — командир электромеханической боевой части, Черноморский флот СССР.
- 1981—1993 — инженер-механик группы строящихся военных кораблей, г. Феодосия.
- 1994—1996 — заместитель директора по охране, Феодосийское предприятие по обеспечению нефтепродуктами.
- 1996—2008 — директор Феодосийского предприятия по обеспечению нефтепродуктами.

С ноября 2008 год по июль 2013 год — Феодосийский городской голова.
Ночью 27 июля 2013 года неизвестный стрелял в градоначальника Феодосии Александра Бартенева. Предположительно, ему выстрелили в спину из обреза в подъезде его дома на улице Федько.
Скончался в больнице около 21.00 мск 27 июля (по неофициальной версии около 14.00 мск). Прощание прошло в феодосийском Доме офицеров флота

Мемориал Бартенева на Новом городском кладбище Феодосии

Похоронен на Новом городском кладбище Феодосии.

### Семья
Был женат, сын Бартенев Сергей Александрович (бизнесмен).

## Награды и отличия
- 1999 год
  - орден «За заслуги» III степени;
  - почётное звание «Человек года»;
- 2000 год
  - орден «За розбудову України» им. М. Грушевского IV степени;
  - золотая медаль «За эффективное управление» Президиума Международной Кадровой Академии ЮНЕСКО;
  - почётное звание «Заслуженный работник промышленности Автономной Республики Крым»;
- 2002 год
  - орден «За заслуги» II степени;
  - звание «Почётный гражданин города Феодосии»;
- 2004 год
  - звание Герой Украины (с вручением ордена Державы, 22 августа — за выдающиеся личные заслуги перед Украинским государством в развитии топливно-энергетического комплекса, многолетний самоотверженный труд и общественную деятельность).